# 中樞致祭成陵大典
中樞致祭成陵大典（俗稱成吉思汗祭典、聖祖成吉思汗大祭）是中華民國政府為紀念元太祖成吉思汗，於每年農曆3月21日舉行致祭成陵大典。參與單位有文化部、蒙古文化協會、蒙古國駐台北烏蘭巴托貿易經濟代表處、在台蒙古社團、蒙古同鄉、蒙古國新住民等。

## 歷史

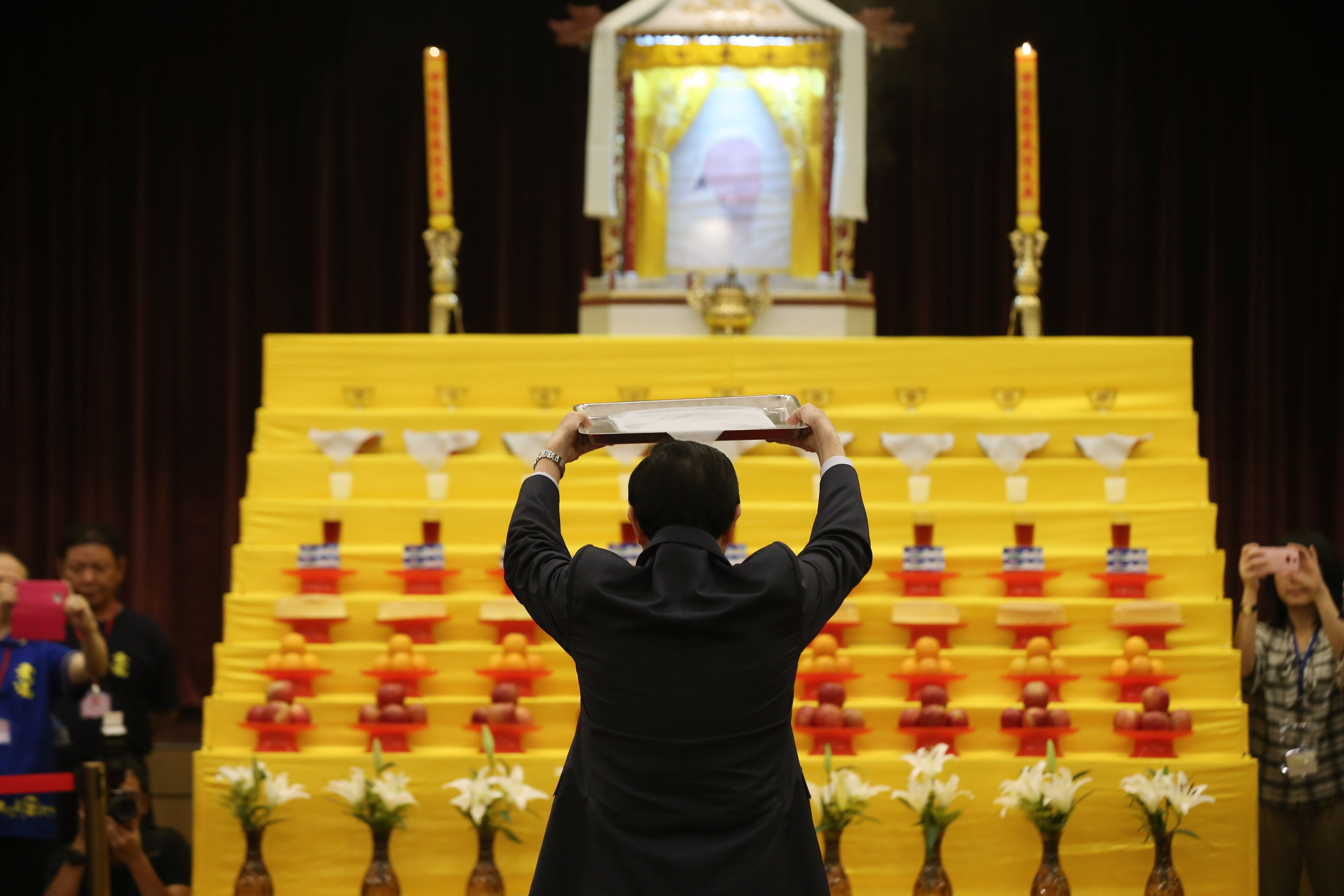
時任中華民國總統馬英九向成吉思汗像獻哈達。（民國105年，2016年）

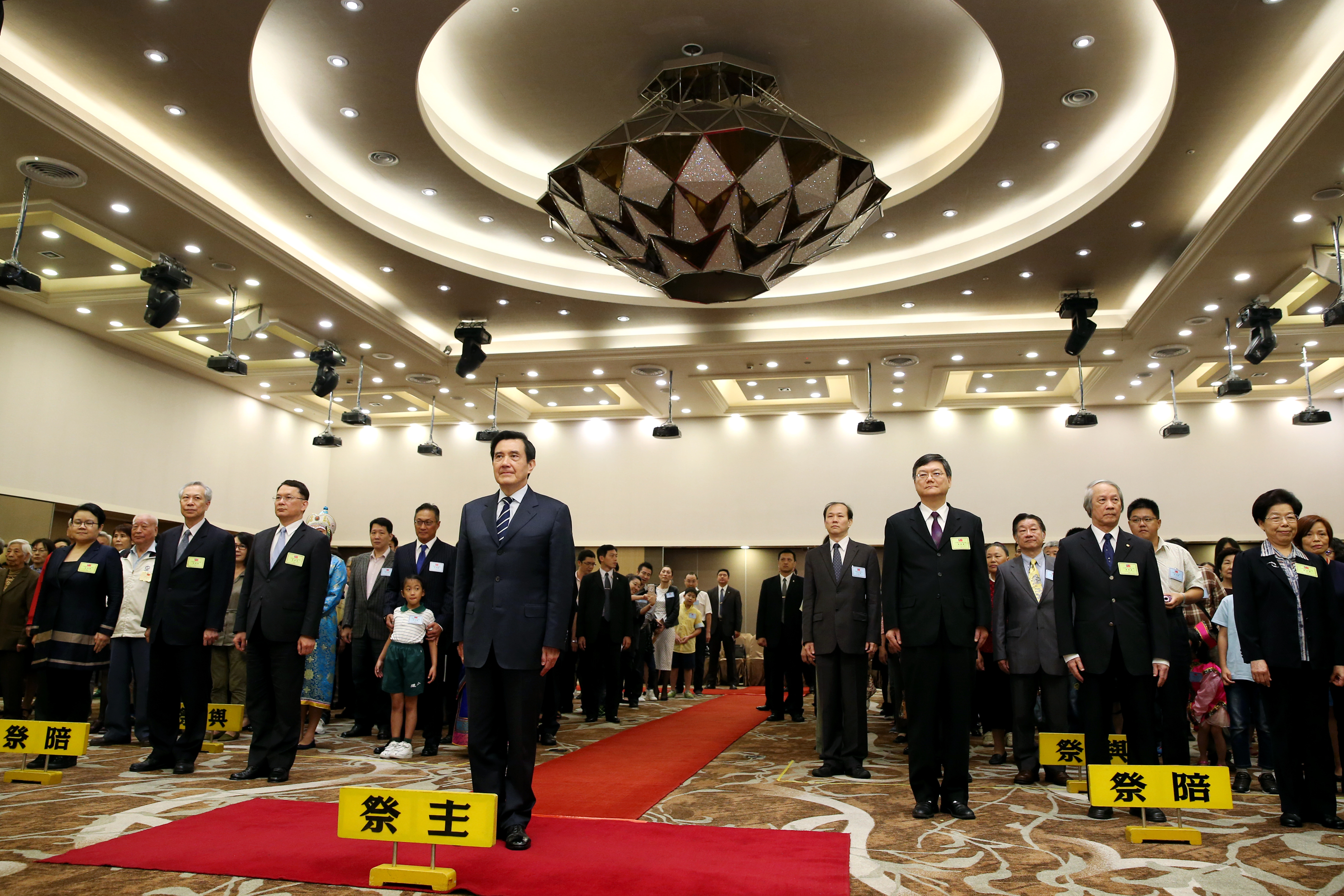
時任總統馬英九率領中央政府文武官員出席中樞致祭成吉思汗大典。（民國105年，2016年）

1941年10月時任蒙藏委員會委員長吳忠信，代表國防最高委員會委員長蔣中正前往當時的成吉思汗陵（甘肅省榆中县兴隆山東山大佛殿）致祭，為中樞致祭成陵大典之始。
中華民國政府遷台後，於1951年復辦。2017年9月15日蒙藏會裁撤後，改由承接機關文化部蒙藏文化中心接辦祭典事項。